# Dolar fijian
Dolarul fijian este moneda națională a Fijiului.